# Cavungi
Cavungi, de son nom complet Manuel Francisco Salvador, est un footballeur angolais né le 1er février 1957 à Luanda. Il jouait au poste d’attaquant.

## Biographie
Né à Luanda alors que l'Angola était encore une colonie portugaise, Cavungi rejoint tôt l'Europe pour développer sa carrière de footballeur. Il intègre le centre de formation du Benfica Lisbonne en 1973. Il intègre l’équipe première dès la saison 1975-1976.
Avec Benfica, il fait ses débuts professionnels. Il remporte deux championnats nationaux (1975-1976 et 1976-1977). Il dispute également deux rencontres de Coupe des clubs champions lors de la saison 1977-1978.
Il quitte Benfica après avoir remporté la Coupe du Portugal en 1979-1980. En cinq saisons, il dispute 40 matchs et inscrit 6 buts pour le club.
En 1980, Cavungi rejoint le SC Braga, où il espère obtenir plus de temps de jeu. Lors de la saison 1980-1981, il joue 24 matchs en championnat et marque 3 buts.
Après une année à Braga, Cavungi poursuit sa carrière dans divers clubs portugais. En 1982, il rejoint le Ginásio de Alcobaça, où il réalise deux saisons. Il inscrit 3 buts en 30 rencontres lors de la saison 1983-1984.
Il évolue ensuite dans plusieurs clubs comme le Leixões SC, le CD Cova da Piedade, et le CD Luso, principalement dans les divisions inférieures.
En 1989, Cavungi termine sa carrière à l'Estrela de Vendas Novas (en).

## Palmarès
Benfica Lisbonne
- Championnat du Portugal :
  - Vainqueur : 1975-76 et 1976-77.

- Coupe du Portugal :
  - Vainqueur : 1979-80.